# Jean-Antoine Rigoley de Juvigny
Pour les articles homonymes, voir Rigoley.
Jean-Antoine Rigoley de Juvigny fut un magistrat et littérateur français né à Dijon en 1709 et mort à Paris le 21 février 1788.

## Biographie
Rigoley de Juvigny fut avocat au barreau de Paris et, en cette qualité, il défendit le violon Travenol, accusé d'avoir distribué des pamphlets contre Voltaire. Le succès de cette plaidoirie l'enrôla dans le parti opposé aux philosophes des Lumières, dont le rapprochait par ailleurs sa sincère piété. Pour rabaisser Voltaire, il appela Piron le plus grand poète du siècle, ce qui lui valut de vives attaques d'un côté et des louanges appuyées de l'autre. Il fut ensuite conseiller au parlement de Metz.

## Œuvres
Rigoley de Juvigny a donné une édition des Bibliothèques françaises de Lacroix du Maine et Antoine du Verdier, « avec des remarques historiques et littéraires » (Paris, 1772, 6 vol. in-4), remarques toutes tirées de La Monnoye, du Père Niceron, de l'abbé Goujet, du président Bouhier et de Camille Falconet.
Il a donné des éditions des Œuvres de Piron (1776, 7 vol. in-8) et des Œuvres choisies de La Monnoye (La Haye, [Dijon], 1769-1770, 3 vol. in-12) jugées « l'une et l'autre très défectueuses et faites sans goût » par Vapereau.
On cite en outre de lui De la décadence des lettres et des mœurs (Paris, 1787, in-4 et in-8) et autres factums contre les Philosophes.

## Source
- Marie-Nicolas Bouillet  et Alexis Chassang (dir.), « Jean-Antoine Rigoley de Juvigny » dans Dictionnaire universel d’histoire et de géographie, 1878 (lire sur Wikisource)
- « Jean-Antoine Rigoley de Juvigny », Gustave Vapereau, Dictionnaire universel des littératures, vol. 2, Paris, Hachette, 1876 [détail des éditions] (lire sur Wikisource)